# Musaranya de Merriam
La musaranya de Merriam (Sorex merriami) és una espècie de musaranya endèmica dels Estats Units.